# Approximation des états quasi stationnaires
L'approximation des états quasi stationnaires (AEQS) est une hypothèse parfois prise en physique, en chimie et tout particulièrement en cinétique chimique, elle est alors également appelée le principe de Bodenstein.

## Principe (en cinétique chimique)
Soit X* un intermédiaire réactionnel (donc très réactif). Selon l'AEQS, sa vitesse de création est à peu près égale à sa vitesse de disparition car il est consommé par la réaction juste après sa création.
En considérant que sa concentration reste tellement faible qu'elle est constante, la dérivée de sa concentration est nulle.  Cela permet de lier directement la vitesse de la réaction qui donne cet intermédiaire aux réactions qu'il déclenche (soit une simplification du calcul).
Cette simplification ne peut s'appliquer que si la vitesse de formation du composé B (k2) est égale à la vitesse de disparition de A (ou de formation de X) (k1).
L'AEQS définit donc la dérivée d'un intermédiaire réactif comme nulle.
Toutefois, on ne peut pas appliquer l'AEQS au début d'une réaction, car ce principe ne s'applique qu'une fois que la quantité de X est suffisante pour former le produit B.

### Exemple
Soit la réaction A → C, décomposée en deux étapes élémentaires irréversibles A → B et B → C.
A → B a pour constante de vitesse k1 et B → C a pour constante de vitesse k2 >> k1.
On a donc pour A :
pour B :
et pour C :
Le principe de Bodenstein stipule que {\displaystyle [B]=cte} si et seulement si k2 >> k1, donc
soit 
On a ainsi
Dans ce cas, comme souvent, l'étape d'initiation (ou de démarrage) de la réaction est l'étape limitante de la vitesse de la réaction.
Ainsi pour une concentration initiale a de A donnée, on a {\displaystyle [A]+[B]+[C]=a~} car la quantité de matière introduite au départ se trouve forcément sous forme d'un de ces composés. 